# Christa Tordy
Christa Tordy, nata Anneliese Uhlhorn (Brema, 30 giugno 1904 – Bad Saarow, 28 aprile 1945), è stata un'attrice tedesca.

## Filmografia parziale
- Der Seekadett, regia di Carl Boese (1926)
- Sein großer Fall, regia di Fritz Wendhausen (1926)
- Prinz Louis Ferdinand, regia di Hans Behrendt (1927)
- Potsdam, das Schicksal einer Residenz, regia di Hans Behrendt (1927)
- Die Sandgräfin, regia di Hans Steinhoff (1928)
- Das Geheimnis von Genf, regia di Willy Reiber (1928)